# Synarmadillo tristani
Synarmadillo tristani là một loài chân đều trong họ Armadillidae. Loài này được Richardson miêu tả khoa học năm 1910.